# Newton (Mississippi)
Newton é uma cidade localizada no estado americano de Mississippi, no Condado de Newton.

## Demografia
Segundo o censo americano de 2000, a sua população era de 3699 habitantes.
Em 2006, foi estimada uma população de 3701, um aumento de 2 (0.1%).

## Geografia
De acordo com o United States Census Bureau tem uma área de
18,5 km², dos quais 18,5 km² cobertos por terra e 0,0 km² cobertos por água. Newton localiza-se a aproximadamente 127 m acima do nível do mar.

## Localidades na vizinhança
O diagrama seguinte representa as localidades num raio de 24 km ao redor de Newton.